# Ла Меса, Ел Ранчито (Морелос)
Ла Меса, Ел Ранчито (шп. La Mesa, El Ranchito) насеље је у Мексику у савезној држави Чивава у општини Морелос. Насеље се налази на надморској висини од 1187 м.

## Становништво
Према подацима из 2010. године у насељу је живео 1 становник.

### Хронологија
| Година       | 2000 | 2005       | 2010 |
| ------------ | ---- | ---------- | ---- |
| Становништво | 1    | 13 (7 / 6) | 1    |

### Попис
| # | Индикатор                     | Вредност |
| - | ----------------------------- | -------- |
| 1 | Укупно домаћинстава           | 1        |
| 2 | Укупно насељених домаћинстава | 1        |
| 3 | Величина локације             | 1        |